# Le Grais
Le Grais település Franciaországban, Orne megyében. Lakosainak száma 206 fő (2022. január 1.). Le Grais Beauvain, Faverolles, Lonlay-le-Tesson, Saint-Georges-d’Annebecq és Les Monts-d'Andaine községekkel határos.

## Népesség
A település népességének változása:
| Lakosok száma | 228  | 209  | 203  | 197  | 194  | 192  | 197  | 201  | 206  |
|               | 2013 | 2015 | 2016 | 2017 | 2018 | 2019 | 2020 | 2021 | 2022 |